# ناحیه لیک، شهرستان کلینتون، ایلینوی
ناحیه لیک، شهرستان کلینتون، ایلینوی (به انگلیسی: Lake Township) یک منطقهٔ مسکونی در ایالات متحده آمریکا است که در شهرستان کلینتون، ایلینوی واقع شده‌است. ناحیه لیک ۹۶۰ نفر جمعیت دارد و ۱۲۹ متر بالاتر از سطح دریا واقع شده‌است.